# Автошлях N1 (ПАР)
Автошлях N1 — національний маршрут у Південній Африці, який пролягає від Кейптауна через Блумфонтейн, Йоганнесбург, Преторію та Полокване до мосту Бейт на кордоні із Зімбабве. Утворює першу ділянку знаменитої дороги від мису до Каїра.
До 1970 року позначення N1 застосовувалося до маршруту від мосту Бейт до Колсберга, а потім уздовж поточної дороги N9 до Джорджа. Відрізок від Кейптауна до Колсберга отримав назву N9. 

## Маршрут

### Західний Кейптаун

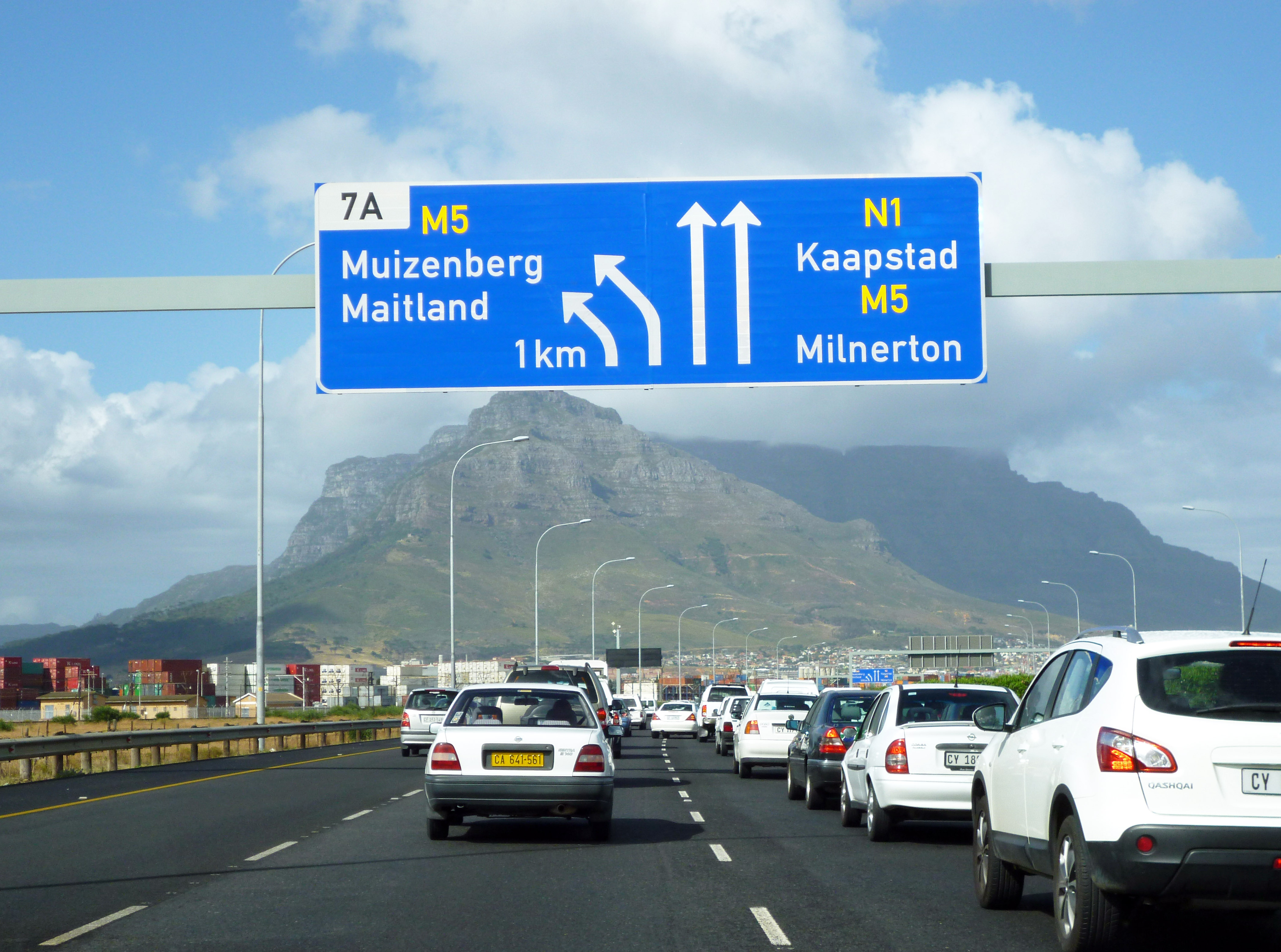
Автострада N1 на в’їзді в Кейптауні

N1 починається в центрі Кейптауна на північному кінці вулиці Буйтенграхт (M62), біля входу на набережну Вікторії та Альфреда. Перша ділянка N1 спільна з початком N2 це чотирисмугова надземна автострада, яка проходить уздовж смуги землі між центром міста та портом Кейптауна . На східній околиці центру міста дві дороги розходяться, і N1 повертає на схід у вигляді бульвару Столова затока, проминаючи базу ВПС Істерплаат і Сенчурі-Сіті, перш ніж N7 перетне її на своєму шляху з міста в напрямку Намібії. Значні покращення було зроблено на розв’язці Кеберг, де N1 зустрічається з M5, однією з головних магістралей, що з’єднує Мілнертон із південним передмістям.

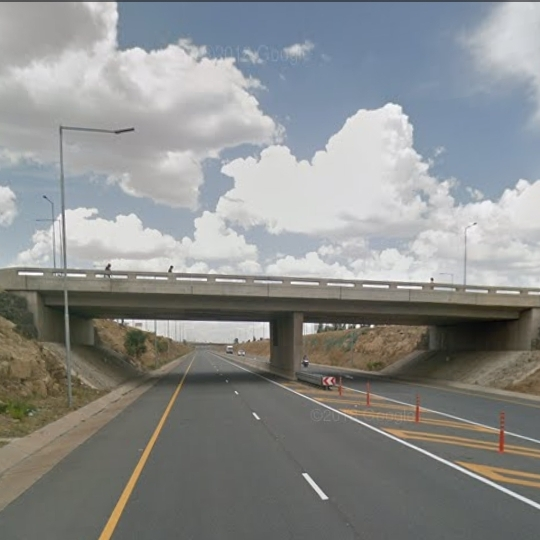
N1 на північ, біля в’їзду у Вентерсбург (2015)

N1 продовжує рух на північ і минає Вентерсбург, де знову стає двопроїзною дорогою, перш ніж досягти Крунстада. Там R34 від Велкома з’єднується з автострадою N1 на 9 кілометрів, оминаючи центр Крунстада на сході, а потім відділяється від N1 і прямує власним шляхом у напрямку до Хайльброна.

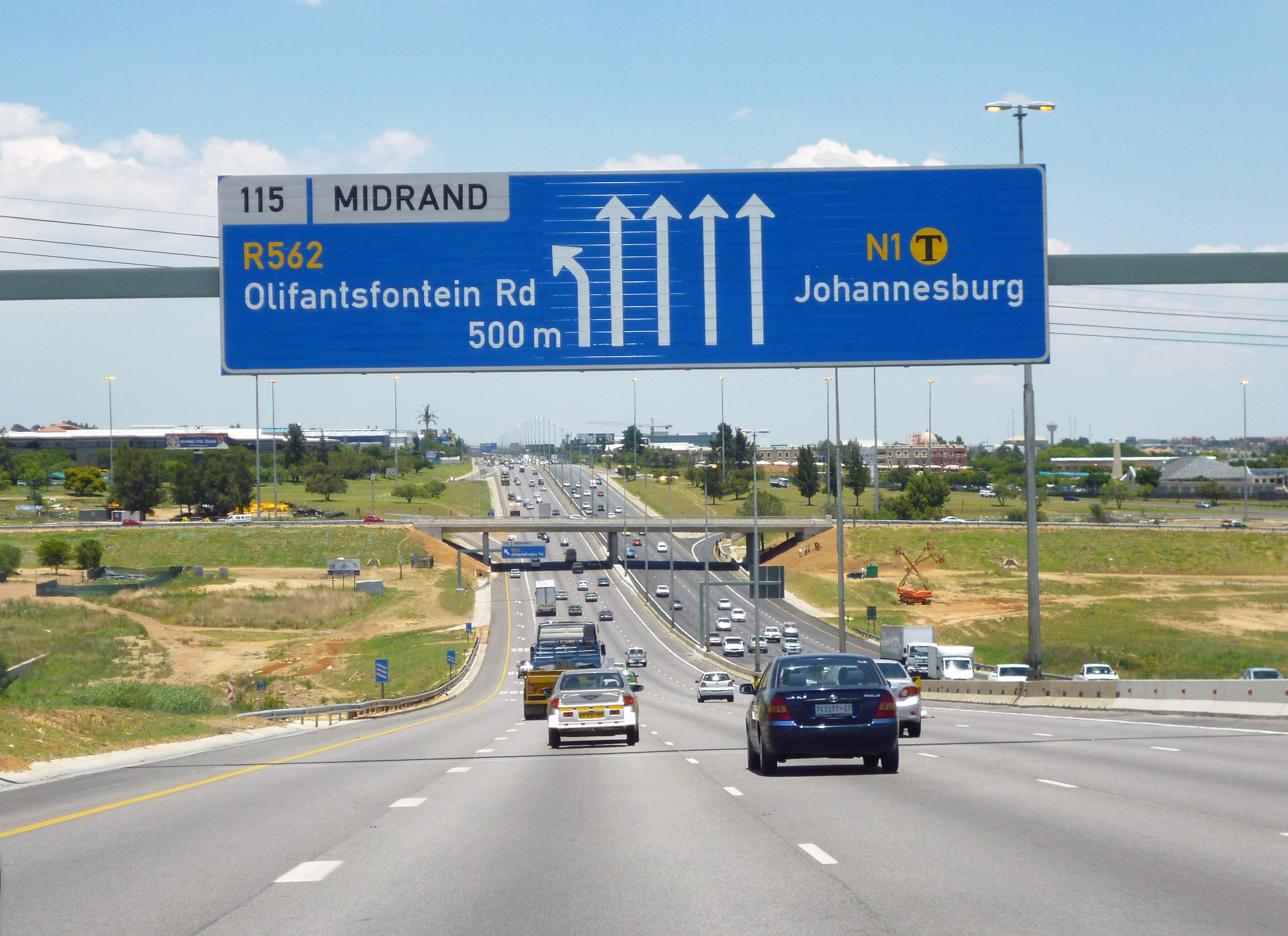
N1 між Йоганнесбургом і Преторією як частина шосе Бена Шомана (2011).

## Старий маршрут

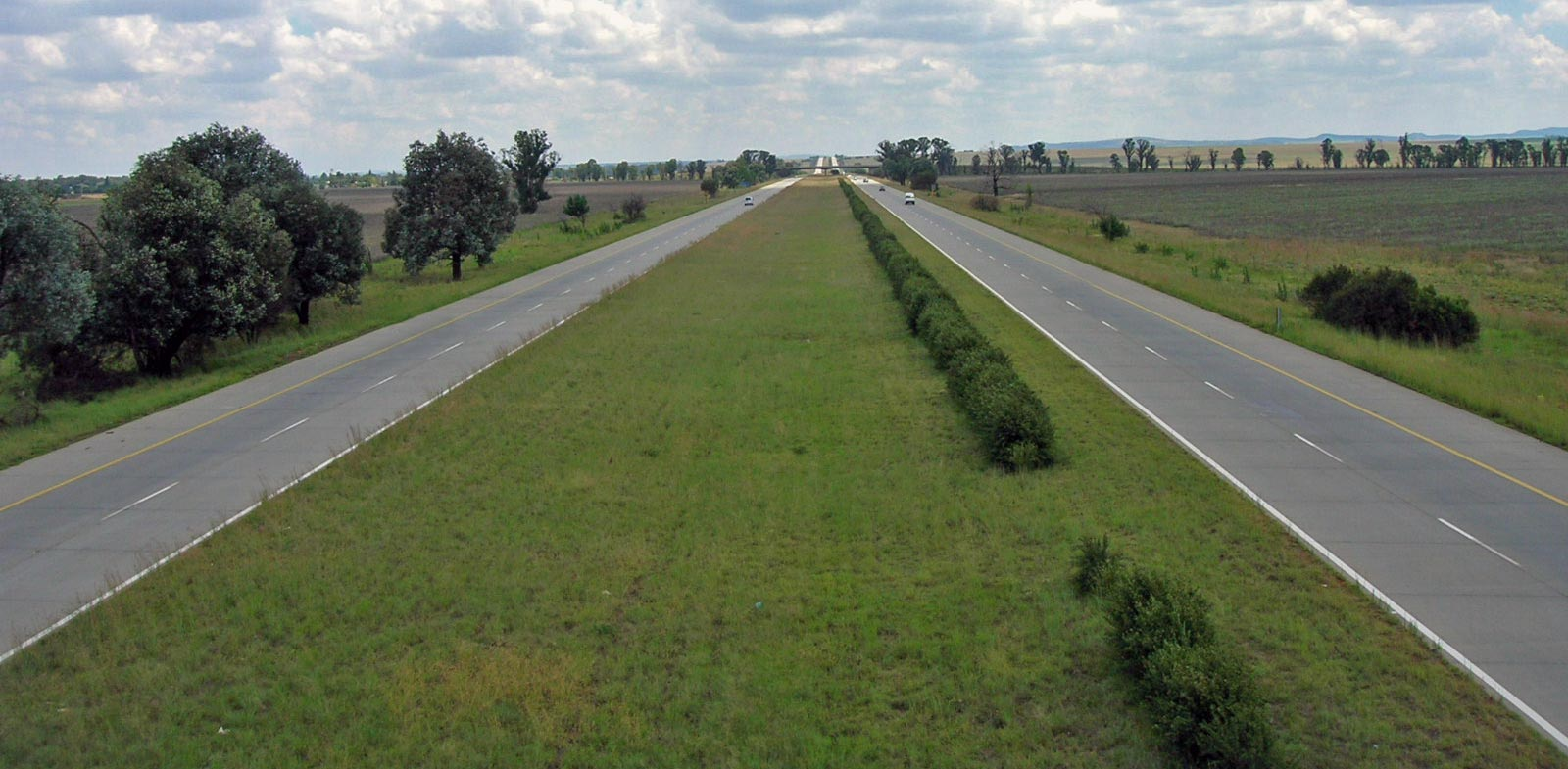
Ділянка автомагістралі з двома проїжджими частинами на N1 поблизу Вандербейлпарку у Гаутенгу (2008)

У багатьох місцях Південної Африки, зокрема поблизу великих міст, маршрут N1 було перебудовано відповідно до стандартів автостради. Оригінальні маршрути зазвичай мають позначення R101 і часто є альтернативними маршрутами до нових, іноді платних, автомагістралей. Двома прикладами є R101 через перевал Дю Тойтсклуф, де нове шосе N1 повністю оминає перевал, використовуючи Гугенотський тунель, і R101 через центр Полокване, де нове шосе N1 оминає центр міста, використовуючи східну об’їзну дорогу Полокване.